# Built for This
Built For This è un singolo della cantante statunitense Becky G. È il secondo estratto dal suo primo EP Play It Again.